# Адміністративний поділ Азербайджану
Адміністративний поділ Азербайджану — територіальний поділ Азербайджану на адміністративно-територіальні одиниці, відповідно до якого будується система місцевих органів влади.

## Загальні відомості
З огляду на економіко-географічне розташування, природні ресурси і корисні копалини, заселеність території, адміністративно-територіальний поділ, специфіку розвитку Азербайджанської Республіки поділяють на 10 економічних районів (азерб. İqtisadi rayon).
Адміністративно територія Азербайджану ділиться на 59 районів (азерб. rayonlar), 11 міст (азерб. şəhərlər) і 1 автономну республіку (азерб. muxtar respublika) — Нахічеванську Автономну Республіку.
Райони в свою чергу поділяються на 2698 муніципалітетів (азерб. bələdiyyə, мн. bələdiyyələr).

## Економічні райони
1. Апшеронський економічний район

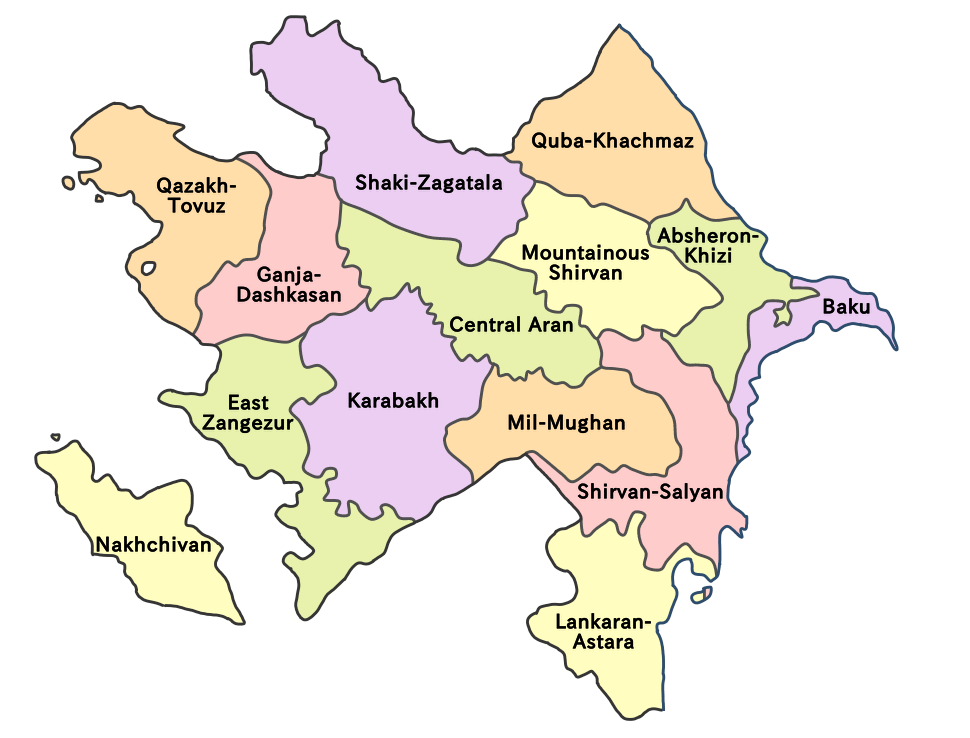
Мапа економічних районів Азербайджану

2. Гянджа-Ґазахський економічний район
3. Шекі-Загатальський економічний район
4. Ленкоранський економічний район
5. Ґуба-Хачмазький економічний район
6. Аранський економічний район
7. Верхньо-Карабаський економічний район
8. Кельбаджар-Лачинський економічний район
9. Економічний район Гірський Ширван
10. Нахічеванський економічний район.

## Райони та міста Азербайджану

### Райони Азербайджану
| Назва району          | Азербайджанською | Адміністративний центр | Площа, км² | Населення (на 1 січня 2010 року) | Внутрішній поділ                      |
| --------------------- | ---------------- | ---------------------- | ---------- | -------------------------------- | ------------------------------------- |
| Агдамський район      | Ağdam rayonu     | Агдам                  | 1093,9     |                                  | 14 сільських муніципалітетів          |
| Агдашський район      | Ağdaş rayonu     | Агдаш                  | 1023       | 103 032 осіб                     | 51 муніципалітет                      |
| Агджабединський район | Ağcabədi rayonu  | Агджабеді              | 1760       |                                  | 46 муніципалітетів                    |
| Агстафинський район   | Ağstafa rayonu   | Агстафа                | 1504       |                                  | 24 муніципалітетів                    |
| Агсуський район       | Ağsu rayonu      | Агсу                   | 1020       |                                  | 59 муніципалітетів                    |
| Аджикабульський район | Hacıqabul rayonu | Аджикабул              | 1641,4     |                                  | 23 муніципалітети                     |
| Апшеронський район    | Abşeron rayonu   | Хирдалан               | 1546       |                                  | 15 муніципалітетів                    |

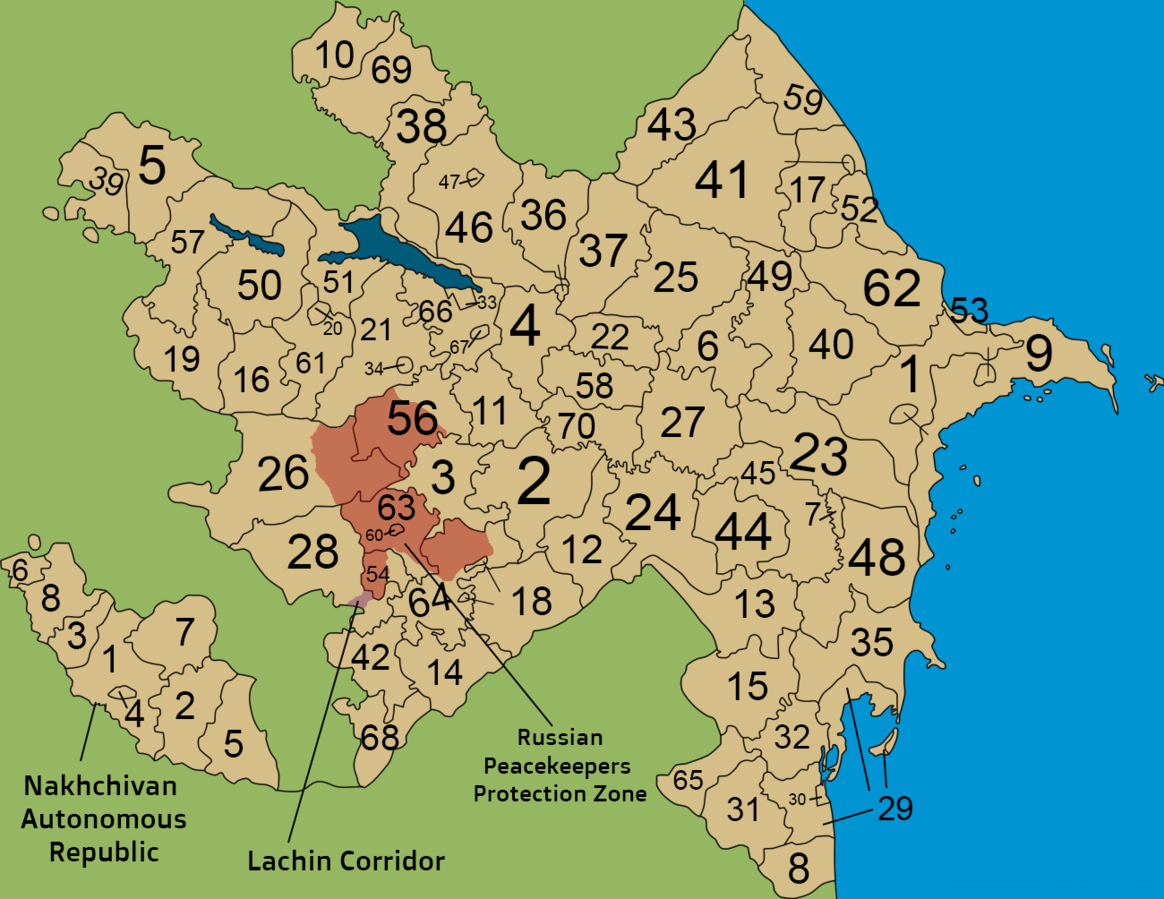
Адміністративно-територіальний поділ Азербайджану:

| Астаринський район    | Astara rayonu    | Астара                 | 616        |                                  | 15 представництв і 49 муніципалітетів |
| Баку                  | Bakı             |                        | 2 130      |                                  | 11 районів                            |
| Балакенський район    | Balakən rayonu   | Балакен                | 923        |                                  | 24 муніципалітети                     |
| Бардинський район     | Bərdə rayonu     | Барда                  | 957        |                                  | 110 муніципалітетів                   |
| Бейлаґанський район   | Beyləqan rayonu  | Бейлаґан               | 1131       |                                  | 40 муніципалітетів                    |
| Білясуварський район  | Biləsuvar rayonu | Білясувар              | 1358       |                                  | 26 муніципалітетів                    |
| Гейгельський район    | Göygöl rayonu    | Гейгель                | 1380       |                                  | 30 муніципалітетів                    |
| Гейчайський район     | Göyçay rayonu    | Гейчай                 | 736        |                                  | 41 муніципалітет                      |
| Геранбойський район   | Goranboy rayonu  | Геранбой               | 1731       |                                  | 60 муніципалітетів                    |
| Гянджа                | Gəncə            |                        | 129        |                                  | 2 райони і 1селище                    |
| Габалинський район    | Qəbələ rayonu    | Гебеле                 | 1548       |                                  | 55 муніципалітетів                    |
| Ґазахський район      | Qazaxı rayonu    | Ґазах                  | 698        |                                  | 22 муніципалітети                     |
| Ґахський район        | Qax rayonu       | Ґах                    | 1494       |                                  | 53 муніципалітети                     |
| Ґобустанський район   | Qobustan rayonu  | Ґобустан               | 1369,4     |                                  | 26 муніципалітетів                    |
| Ґубинський район      | Quba rayonu      | Ґуба                   | 2 610      |                                  | 101 муніципалітетет                   |
| Ґусарський район      | Qusar rayonu     | Ґусар                  | 1542       |                                  | 68 муніципалітетів                    |
| Дашкесанський район   | Daşkəsən rayonu  | Дашкесан               | 1047,0     |                                  | 32 муніципалітети                     |
| Джалілабадський район | Cəlilabad rayonu | Джалілабад             | 1441       |                                  | 119 муніципалітетів                   |
| Джебраїльський район  | Cəbrayıl rayonu  | Джебраїл               | 1050       |                                  |                                       |
| Євлахський район      | Yevlax rayonu    | Євлах                  | 1555       |                                  | 32 муніципалітети                     |
| Загатальський район   | Zaqatala rayonu  | Загатала               | 1348       |                                  | 31 муніципалітети                     |
| Зангеланський район   | Zəngilan rayonu  | Зангелан               | 707        |                                  |                                       |
| Зердабський район     | Zərdab rayonu    | Зердаб                 | 856        |                                  | 41 муніципалітет                      |
| Імішлінський район    | İmişli rayonu    | Імішлі                 | 1826       |                                  | 49 муніципалітетів                    |
| Ісмаїллинський район  | İsmayıllı rayonu | Ісмаїлли               | 2 074      |                                  | 67 муніципалітетів                    |
| Кедабекський район    | Gədəbəy rayonu   | Кедабек                | 1229       |                                  | 44 муніципалітети                     |
| Кельбаджарський район | Kəlbəcər rayonu  | Кельбаджар             | 3 050      |                                  |                                       |
| Кубатлинський район   | Qubadlı rayonu   | Кубатли                | 802        |                                  |                                       |
| Кюрдамирський район   | Kürdəmir rayonu  | Кюрдамир               | 1631,5     |                                  | 60 муніципалітетів                    |
| Лачинський район      | Laçın rayonu     | Лачин                  | 1883       |                                  |                                       |
| Ленкорань             | Lənkəran         | Ленкорань              | 1539       |                                  | 65 муніципалітетів                    |
| Лерікський район      | Lerik rayonu     | Лерік                  | 1084       |                                  | 99 муніципалітетів                    |
| Масаллинський район   | Masallı rayonu   | Масалли                | 721        |                                  | 106 муніципалітетів                   |
| Мінгечаур             | Mingəçevir       |                        |            |                                  |                                       |
| Нафталан              | Naftalan         |                        |            |                                  |                                       |
| Нефтечалинський район | Neftçala rayonu  | Нефтечала              | 1451,7     |                                  | 27 муніципалітетів                    |
| Огузький район        | Oğuz rayonu      | Огуз                   | 1216       |                                  | 31 муніципалітет                      |
| Саатлинський район    | Saatlı rayonu    | Саатли                 | 1180,4     |                                  | 44 муніципалітети                     |
| Сабірабадський район  | Sabirabad rayonu | Сабірабад              | 1469,4     |                                  | 75 муніципалітетів                    |
| Сальянський район     | Salyan rayonu    | Сальяни                | 1799       |                                  | 45 муніципалітетів                    |
| Самухський район      | Samux rayonu     | Самух                  | 1455       |                                  | 35 муніципалітетів                    |
| Сіазанський район     | Siyəzən rayonu   | Сіазань                | 759        |                                  | 14 муніципалітетів                    |
| Сумгаїт               | Sumqayıt         |                        | 96         |                                  |                                       |
| Тертерський район     | Tərtər rayonu    | Тертер                 | 412        |                                  | 43 муніципалітети                     |
| Товузький район       | Tovuz rayonu     | Товуз                  | 1942       |                                  | 62 муніципалітети                     |
| Уджарський район      | Ucar rayonu      | Уджар                  | 867        |                                  | 29 муніципалітетів                    |
| Фізулінський район    | Füzuli rayonu    | Фізулі                 | 1386       |                                  | 18 сільських муніципалітети           |
| Ханкенді              | Xankəndi         |                        |            |                                  |                                       |
| Хачмазький район      | Xaçmaz rayonu    | Хачмаз                 | 1063       |                                  | 70 муніципалітетів                    |
| Хизинський район      | Xızı rayonu      | Хизи                   | 1850       |                                  | 13 муніципалітетів                    |
| Ходжавендський район  | Xocavənd rayonu  | Ходжавенд              | 1458       |                                  |                                       |
| Ходжалинський район   | Xocalı rayonu    | Ходжали                | 970        |                                  |                                       |
| Шабранський район     | Şabran rayonu    | Шабран                 | 1739       |                                  | 33 муніципалітети                     |
| Шамахинський район    | Şamaxı rayonu    | Шемаха                 | 1611       |                                  | 50 муніципалітетів                    |
| Шамкірський район     | Şəmkir rayonu    | Шамкір                 | 1956,7     |                                  | 57 муніципалітетів                    |
| Шекінський район      | Şəki rayonu      | Шекі                   | 2 432,8    |                                  | 66 муніципалітетів                    |
| Ширван                | Şirvan           |                        | 30         |                                  |                                       |
| Шушинський район      | Şuşa rayonu      | Шуша                   | 289        |                                  |                                       |
| Ярдимлинський район   | Yardımlı rayonu  | Ярдимли                | 667        |                                  | 62 муніципалітети                     |

### РайониНахічеванської Автономної Республіки

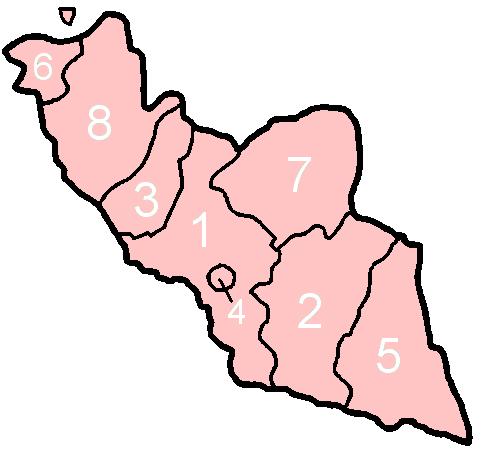
Райони Нахічеванської Автономної Республіки

| Назва району         | Азербайджанською | Адміністративний центр | Площа       | Населення | Муніципальні утворення |
| -------------------- | ---------------- | ---------------------- | ----------- | --------- | ---------------------- |
| Бабецький район      | Babək rayonu     | Бабек                  | 901,68 км²  |           | 40 муніципалітетів     |
| Джульфинський район  | Culfa rayonu     | Джульфа                | 1000 км²    |           | 25 муніципалітетів     |
| Кенгерлінський район | Kəngərli rayonu  | Ґивраґ                 | 682 км²     |           | 11 муніципалітетів     |
| Нахічевань           | Naxçıvan         |                        |             |           |                        |
| Ордубадський район   | Ordubad rayonu   | Ордубад                | 972 км²     |           | 45 муніципалітетів     |
| Садарацький район    | Sədərək rayonu   | Гейдарабад             | 151, 34 км² |           | 3 муніципалітети       |
| Шагбузький район     | Şahbuz rayonu    | Шагбуз                 | 815 км²     |           | 25 муніципалітетів     |
| Шарурський район     | Şərur            | Шарур                  | 811,14 км²  |           | 64 муніципалітети      |